# イギリスのチベット遠征
イギリスのチベット遠征では、1903年12月から1904年9月までに行われた、英印軍によるチベット侵攻事件について述べる。これはイギリスの保護国シッキムと、清朝の影響下にあるチベットの間にあった領土問題を解決するために、チベット・フロンティア委員会の後押しによって実施されたものだった。19世紀、イギリスはビルマとシッキムを征服した。清朝の影響下に入っていたチベット政府は、イギリス領インドとの緩衝地帯がヒマラヤ山脈一帯を残すまでに狭まったことに危機感を募らせた。

## 概要
この遠征は、東洋におけるロシアの領土野心をくじくために、インド総督ジョージ・カーゾンが提起したものだった。ロシアの中央アジア征服を目の当たりにしてきたカーゾンは、ロシアが英領インドにまで侵略の手を伸ばしてくることを恐れていた。1903年4月、イギリスはロシア政府から「ロシアはチベットについては関心を持っていない」という確約を取り付けた。しかし、あるイギリス政府高官は「そのロシアからの保証にもかかわらず、カーゾン卿はチベット遠征隊派遣を強行しようとしている。」と書き記している。
フランシス・ヤングハズバンド率いる遠征隊はチベット軍と交戦しながらギャンツェに向かい、1904年8月に首都のラサに到達した。ダライ・ラマ13世はモンゴルへ、次いで中国へ亡命した。数千人のチベット人が時代遅れの前装式銃や剣を持って蜂起し、イギリス軍の侵攻を阻もうとしたが、近代的なライフルやマキシム機関銃の前に蹴散らされた。チベット・フロンティア委員会は、ダライ・ラマ13世不在のチベット政府にラサ条約を結ばせ、9月にシッキムに撤退した。この条約はチベットをイギリスの保護下に置くものだったが、イギリス側も、清朝政府がチベット統治に介入することを許すはずがないことは認識していた。
ヤングハズバンドの遠征は英印政府に公認され、遠征隊全員にチベット・メダルが贈られた。

## 背景

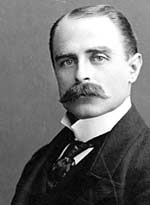
フランシス・ヤングハズバンド

紛争が起こった原因ははっきりしていない。イギリスの歴史家チャールズ・アレンは、イギリス当局が出した公式な侵攻理由は「ほとんど完全ないんちき」という評価を下している。元々は、清朝がチベットをロシアに引き渡そうとしているという噂がカルカッタで広まったことが原因にあるとみられている。ロシアから見ればチベットは英領インドに直接至れる道であり、これをロシアが手に入れれば、英領インドとロシア領との間に横たわっていた疑似緩衝地帯が破綻してしまうことになる。この噂が広まった背景には、1900年から1901年にかけてロシアの探検家ゴンボヤフ・ツィビコフがラサに滞在し、ダライ・ラマ13世の師で親露派のアグワン・ドルジェフから支援を受けていた事実がある。ダライ・ラマ13世は英印政府との交渉を減らし、1900年にはロシア皇帝ニコライ2世の元にドルジェフを派遣してロシアの保護を求めていた。ドルジェフはペテルゴフ宮殿で、また翌年にはヤルタにある皇帝の宮殿で歓待を受けた。
チベットが中立を撤回してロシアの影響下に入ろうとしているというカーゾンの疑念は確信に変わった。1903年、カーゾンは清およびチベットの両政府に対し、貿易協定を結ぶためにシッキムの北方の小村カンバ・ゾンで会談を行うことを提案した。清はこれに同意して、ダライ・ラマ13世に交渉へ出席するよう命じた。しかしダライ・ラマ13世は出席を拒否するのみならず、清の高官がカンバ・ゾンへ向かう交通手段を用意することすら拒絶した。カーゾンは、清朝政府にはチベットを従わせる力が無いと判断し、フランシス・ヤングハズバンド大佐やジョン・クラウド・ホワイト、E・C・ワトソンら率いるチベット・フロンティア委員会の代表団をカムバ・ゾンに派遣する許可をロンドンから得た。ただ、この部隊派遣がチベット側の抵抗を受けることを前提としていたことを、イギリス本国のアーサー・バルフォア政権が認知していたかどうかは不明である。
1903年7月19日、ヤングハズバンドはシッキムの首都ガントクに到着し、ここで政治将校として勤務しながら遠征の準備を整えていたジョン・クラウド・ホワイトと合流した。ホワイト自身は遠征隊の次席という地位が極めて不満であり、あらゆる手段を用いて任を逃れようとした。結局この試みは実を結ばずホワイトは遠征への帯同を余儀なくされ、後にヤングハズバンドはホワイトの抗命への報復として、チベットへ行くためのラバや苦力を手配させるという名目で、蛭が湧くシッキムのジャングルにホワイトを置き去りにした。
1903年7月26日、インド政府の次官からヤングハズバンドに向けて、「ダライ・ラマとの会見の場において貴君が文書で示したものにはインド政府の承認を与える」という書簡が送られた。1903年8月から、ヤングハズバンドと副官のハーバート・ブランダー中佐は、チベット人を衝突に引きずり込むためにチベット側を挑発した。イギリス側はネパールに出張所を置いて、越境しながら牧畜しているネパール人やそのヤクをイギリス側に連れ戻した後、12月に「チベット人の敵意」を理由にチベット領内へ侵攻した。ヤングハズバンドはロシア軍がチベットに入ったとする情報を入手し、自身へのイギリス政府からの援助を増してもらおうと考えてインド副王に電報を送ったが、カーゾンは「イギリス政府の目から見れば、我々はドルジェフやロシア部隊のためではなく、我々の慣習が恥知らずなまでに侵されたため、最前線での不法越境のため、我々の民が拘束されたため、我々の任務を軽蔑されたため、我々の代表権を無視されたために、ラサへ向かっているのである。」と書き送ることで、内密に彼を黙らせた。
イギリス軍の兵数は3000人を数え、これに7000人のシェルパ、ポーター、その他の随行者が同伴していた。イギリス政府は、この軍の中に多数のグルカ兵やパシュトゥーン人部隊が含まれていたことから、軍事的衝突に発展するのではないかと危惧していた。第23シーク工兵部隊中の8個中隊、シッキムのGnatongに駐屯する第8グルカ軍中の4個中隊、カンバ・ゾンのイギリス軍営の護衛にあたっていたグルカ兵の2個中隊が遠征に参加していた。
チベット側がイギリス軍の侵攻を察知した後、流血を避けるために、ヤートンの将軍が「もしイギリス人がチベット人を攻撃しなければ、彼もイギリス人を攻撃することはしない」と成約した。これに対しヤングハズバンドは、12月6日に「我々はチベットと戦闘状態には無い、すなわち、我々自身が攻撃されなければ、我々もチベット人を攻撃しないだろう。」と返信した。会談が予定されていたカンバ・ゾンにチベットや清の代表が現れなかったため、ヤングハズバンドは1150人の兵士、ポーター、労働者、数千の家畜を引き連れて、1904年1月4日に国境から50マイル離れたドゥナを占領した。しかし数か月待ってもチベットや清の代表は到着せず、交渉の望みは水泡に帰した。1904年に入り、ヤングハズバンドの遠征隊はラサに向けて侵攻を再開するよう命じられた。
チベット政府は、大規模な遠征軍が首都に向かっているという報を受けて、あわててチベット軍の招集を始めた。

## 侵攻序盤

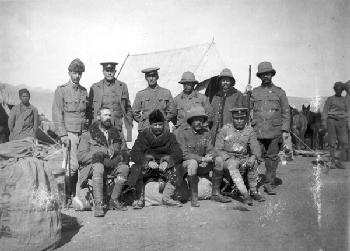
ラサに向け進行中のフランシス・ヤングハズバンドら。1904年

1903年12月11日にシッキムのGnathongを発した遠征隊は、軍事衝突の準備ができており、インドの国境地帯で豊富な戦闘経験を積んだ軍隊だった。司令官のジェームズ・ロナルド・レスリー・マクドナルド准将は、国境地帯で訓練と物資補給を行いながら冬を越し、1904年3月初頭にチベットへ侵攻した。50マイル進み、バンツォ（ドチェンツォ湖）付近のグル峠に到達したところで、このイギリス軍は最初の抵抗に遭った。

### チュミシェンコの虐殺
1904年3月31日、チュミシェンコ（曲美辛古）の虐殺として知られる戦闘が起きた。この日、マクドナルド軍の先鋒は3000人の火縄銃を持ったチベット軍が5フィートの岩壁の後ろに隠れているのに遭遇した。そこから坂道を上った上には、チベット軍が7，8つの城壁陣地を築いていた。ヤングハズバンドはイギリス軍を止めようとしたが、進行は止められない、この道にチベット軍が居残っているのを許すことはできないという返答を受けた。チベット兵は戦おうとはしなかったが、その持ち場を明け渡そうともしなかった。 ヤングハズバンドとマクドナルドは、彼らを武装解除して退かせることだけをすべきということで合意したが、これはあくまでも表向きの事だった。チャールズ・アレンによれば、チベット側から戦闘を始めさせるために、イギリス軍は偽装攻撃を行った。
シーク兵とチベット兵が小競り合いをしていた時、その渦中にいたチベットの将軍がピストルを発砲し、一人のシーク兵の顎を撃ち抜いた。イギリス側の記録によれば、この将軍は両軍の取っ組み合いを見て怒りを募らせ、発砲に至ったという。そしてこの一発により、事態は一気にエスカレートした。現場に居合わせたというロイター記者のヘンリー・ニューマンによれば、銃撃を受けてチベット兵の大軍が押し寄せ、デイリー・メール特派員エドマンド・キャンドラーの至近距離まで迫った。そこへすぐさま、三方面から壁の後ろ側のチベット兵の集団へ射撃が始まったという。医師のオースティン・ウォデルの証言に拠れば、「彼らは敵に向けてマキシム機関銃の壊滅的な射撃を行い、数分のうちにチベット兵をなぎ倒す凄まじい虐殺を現出した。」。 チベット側の二次史料によれば、イギリス軍はチベット軍を罠にかけ、彼らが持つ火縄銃の火縄が燃え尽きたころに警告もなしに撃ちかけてきたのだという。しかしそのような巧妙な策が用いられたことを示す証拠はなく、またそのような扱いにくい武器が用いられたのも非常に限定的な状況においてのみだった。さらに、イギリス軍、シーク部隊、グルカ部隊の兵たちは高い壁に守られたチベット軍に肉薄していたにもかかわらず、犠牲者を出さなかった。

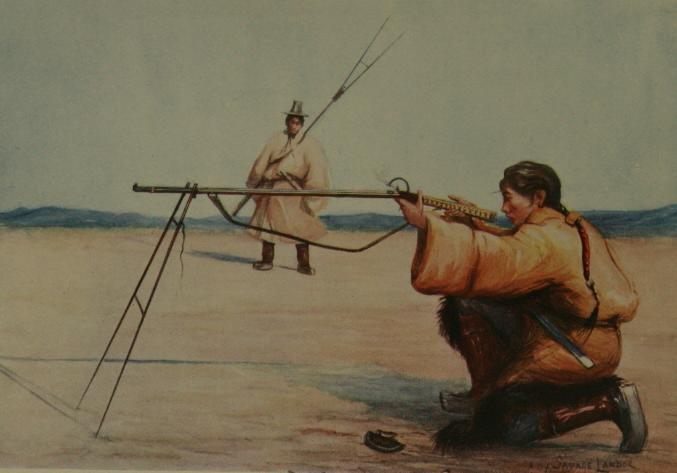
チベット兵の火縄銃射撃訓練

逃げるチベット兵をなぎ倒したマキシム機関銃部隊の指揮官アーサー・ハドー中尉は、「できる限り多くの獲物を得よと将軍から命令されていたとはいえ、この虐殺には気分が悪くなりました。」「二度と去る者を撃たねばならぬことにはならないことを願います。」と記している。
半マイルほど先の拠点まで逃げ込んだチベット兵は、マクドナルド准将から安全に撤退する保証を与えられた。それまでに600人から700人のチベット兵が戦死し、168人が負傷した。うち148名はイギリス軍の野戦病院へ搬送されて助かった者である。一方イギリス軍の被害は、12人が負傷しただけだった。この戦いまで、またもうしばらくの間は、チベット兵たちはラマから与えられたアミュレットを身に着けていた。これを付けていればあらゆる危害から守られるというまじないがかけられているとされていたが、実際の戦闘で役に立たなかったためにチベット人はひどく動揺した。戦闘の2日後、ヤングハズバンドはインドへの電信で「私は、彼らの被った途方もない罰が、さらなる戦闘を避け、最終的に彼らを交渉の席に導くものと確信しています。」と述べている。

## ギャンツェへの進軍

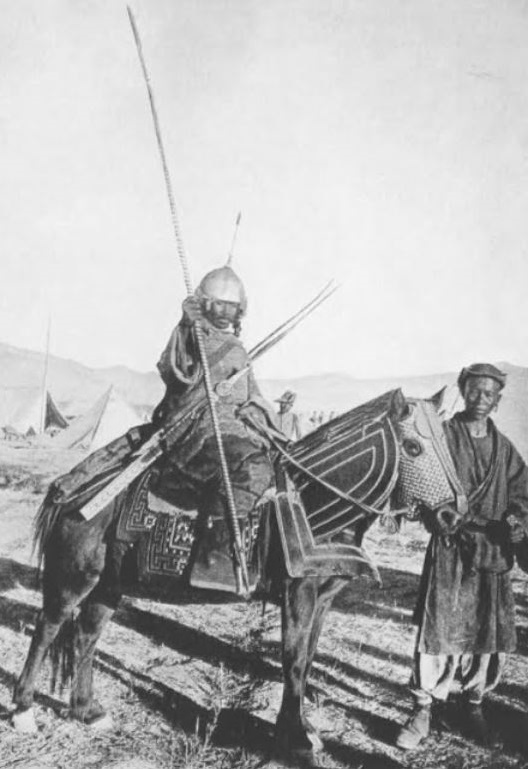
チベット騎兵

最初の障壁を突破して勢いに乗ったマクドナルドの軍は、翌週にチベット軍が放棄していったカングマの防衛線を通過した。4月9日、イギリス軍は後にRed Idol Gorgeと呼ばれることになる峠に差し掛かったが、ここにはチベット軍の要塞が築かれ通行を阻んでいた。マクドナルドはグルカ部隊に、急勾配の斜面に上って崖に身を隠しているチベット兵を追い落とすよう命じた。しかしこの作戦が始まって間もなく、強烈な嵐が起こってグルカ部隊との音信が途絶えた。数時間後に伝えられたところによると、この先遣隊は峠を降りていたときに射撃を受け、散漫な応酬が起きていた。正午ごろに嵐がおさまると、グルカ部隊がチベット軍よりも上手に陣取ることに成功していたことが明らかになった。この結果、上から撃ちおろすグルカ兵と下から攻めあがってくるシーク部隊の挟み撃ちにあったチベット軍は後退を強いられ、さらにそこでイギリス軍の激しい砲撃にさらされた。チベット軍は200人の遺体を残しつつも、規律を乱さず撤退した。イギリス側の損害は今回も無視できるほどだった。
"Red Idol Gorge"の戦いに勝ったイギリス軍は、4月11日にギャンツェに到達した。すでに街の守備隊は撤退しており、市門はマクドナルドの軍の前に開け放たれていた。ヤングハズバンドは父への手紙で「私がいつも言っていたように、チベット人は羊以外の何物でもない。」と書いている。ギャンツェの住民がいつも通りの商売を続ける中、やってきた西洋人たちはパンコル・チューデ（白居寺）を見聞した。このギャンツェを代表する寺は、10万柱の神をまつり、釈迦が初めて悟りを開いたブッダガヤの大菩提寺を模した9層の仏塔を有していた。小像や巻物などは、戦利品としてイギリス将校らが山分けした。ヤングハズバンドの随員らはチャングロ家（Changlo）という貴族の邸宅や庭を宿舎とし、以後この「チャングロの邸宅」がヤングハズバンドの任務の本部となり、ダライ・ラマからの使者との謁見や会談もここで行われた。歴史家チャールズ・アレンによれば、ここからしばらくは遠征のなかでも「のどかな時期」だった。将校たちは邸宅の庭で野菜を植えたり、護衛もつけないで街を歩き回ったりし、釣りや狩猟に出かけることすらあった。軍医で博愛主義者だったハーバート・ジェームズ・ウォルトン大佐は、住民のために医療を提供した。特によく知られている話として、彼はチベットで多くの人が悩んでいた口唇口蓋裂を治療する手術を披露した。ギャンツェ到着から5日後、マクドナルドはチャングロの邸宅の安全を守るため、本軍を新チュンビ（New Chumbi）まで後退させ補給線の保全にあたらせた。
ヤングハズバンドはラサ攻略に取り掛かるためにロンドンへっ電報を打ったが、返信が無かった。イギリス本国ではチュミシェンコの虐殺が「衝撃と不安の増大」を招いていた。スペクテーター誌やパンチ誌は、「半武装の人々」を「魅力的な技術による兵器の数々」を用いて排除したことに批判的な姿勢を示した。ホワイトホールでは、内閣は「揃って顔を伏せ続けていた」。そのころ、ヤングハズバンドはチベット軍がギャンツェの東方45マイルにあるカロ・ラ(Karo La)に集結しているという情報を得ていた。
チャングロの邸宅の護衛にあたっていたハーバート・ブランダー(Herbert Brander)中佐は、馬で2日の距離にあるカロを攻撃することにした。彼はマクドナルド准将ではなくヤングハズバンドに相談して、その賛同を得た。この談議に同席していたタイムズ紙の特派員パーシヴァル・ランドンは、彼らのチベット人を攻撃する計画は「無思慮」で「これまで我ら自身が守ってきた慎重な道程からまったく逸脱している」と受け取った。ブランダーの計画は5月3日に電信で新チュンビのマクドナルドに伝えられた。彼はブランダーを止めようとしたが、時すでに遅かった。5月5日から6日にかけてのカロ・ラの戦いは、おそらく歴史上もっとも高い標高で起きた戦闘であった。ブランダーの部隊は5700メートルを超える高地に登り、第8グルカ隊のライフル兵や第32シーク工兵隊のセポイらの活躍により、チベット軍に勝利した。

### 包囲下での作戦
そのころ、Chang Lo砦は約800人ほどと推定されるチベット軍の襲撃にさらされていた。しかしチベット軍が鬨の声を上げている間に、イギリス軍の守備隊は防衛体制を整えることができていた。チベット軍の死者160人に対し、守備隊の死者はわずか3人だった。新チュンビにいたレオナルド・ベセル中尉は常軌を逸しているほどにヤングハズバンドを称賛しながらこの戦闘を記述しているが、ヤングハズバンド本人の記録によれば、彼は要塞に逃げ込んで物陰に隠れていたという。それまで砦の防衛にあたって効果を発揮していたグルカ部隊の軽山砲とマキシム機関銃は、ブランダーのカロ・ラ遠征隊が持ち出していて砦には残っていなかった。しかしヤングハズバンドはブランダーに、カロ攻撃を完遂するまでは砦の救出に帰ってこないよう伝えた。チベット軍による使節団への正当性のない攻撃と彼らによるギャンツェ・ゾン再占領は、確かにイギリス軍にとって打撃であったが、それらはすべてヤングハズバンドの計画にまったく沿うものであった。彼はカーゾン卿への個人的な書簡で「チベット人たちはいつも通り我々の手の内で踊っていました。」と書いている。シムラーにいるアムトヒル男爵へは、「ラサへ進軍する必要性が、いまやあらゆる疑いを乗り越えて証明されたことから、陛下の政府は目をそらしてはならないのです。」と書いている。
5月5日の攻撃の後、使節団や砦の守備隊はゾンからの銃撃にさらされ続けた。チベット兵の武器は旧式で弱体だったが、それでもイギリス兵たちに圧力をかけ続けるには十分だった。チャングロの邸宅では、守備隊にカロ・ラから帰還した一部の兵がチベット軍に対抗した。この帰還兵たちは、馬上から新式のリー・エンフィールドライフルを放ち、チベット騎兵を撃退した。また邸宅の屋根にはマキシム機関銃が据え付けられ、ゾンの壁から現れる敵兵に銃撃を浴びせた。
チャングロの邸宅が攻撃を受けるという事態を受けて、イギリス領インド政府はようやく増援隊を派遣した。まず最も近くにいた歩兵隊として、レボンに駐留していたロイヤル・フュージリアーズ第1大隊が差し向けられた。またインド軍の第40パターン連隊から6個中隊、第1大隊から1個部隊、2丁のマキシム機関銃を有するロイヤル・アイリッシュ・ライフルズ連隊、4門の10ポンド砲を有するイギリス軍の1個山砲中隊、マリー山砲中隊、2個野戦病院部隊がこれに続いた。1904年5月24日に出発したロイヤル・フュージリアーズ大隊らは、6月初頭に新チュンビのマクドナルドの基地に到着した。

### ギャンツェ前後での動き

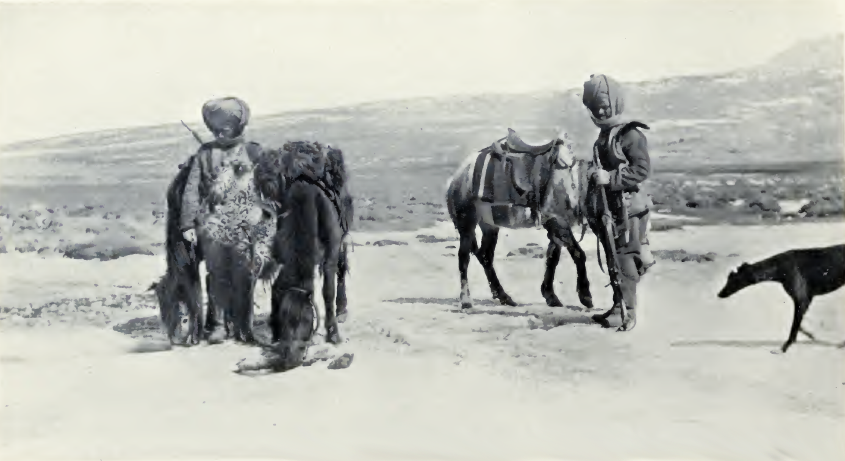
遠征軍の地元民兵

5月18日から19日にかけて、イギリス軍はゾンと遠征軍の拠点の間にあった建物を奪取した。約50人のチベット兵が撃ち殺され、この建物はグルカ・ハウスと改名された。5月21日、ブランダー隊はNaini村を標的に定めていた。ここには、チベット兵が寺や小さな要塞で守りを固めていた。両軍は激しい戦闘を繰り広げたが、遠征拠点がゾンからの襲撃を受けたという報により、ブランダー隊は救援のため撤退せざるを得なかった。なおこの襲撃は、オットリー率いる騎馬歩兵隊により押しとどめられた。ギャンツェ・ゾン守備隊長ダポン・タイリンによるチャングロの邸宅制圧を狙った大規模な攻撃は、これが最後となった。5月24日、「インド軍の伝説」と呼ばれたDSO受賞者シーモア・シェパード大尉率いる第32シク・パイオニア連隊の一個中隊がギャンツェに到着した。この工兵隊の到来により、イギリス軍の士気が上がった。5月28日、シェパードはチャングロの邸宅の1000ヤード東方にあるパッラの邸宅の攻撃に参加した。この戦闘で400人のチベット兵が死傷した。この後、マクドナルドがさらに多数の兵を率いて戻ってくるまでは、次の攻勢が計画されることはなかった。ブランダーはチャングロの邸宅、グルカ・ハウス、パッラの邸宅の3地点の守りを固めるのに集中した。またマクドナルドは、新チュンビのチベット勢力との交渉を再開した。
ここに至って、インドの総司令官キッチナー卿は、今後マクドナルド准将が遠征のすべてを取り仕切るべきであると決めた。シムラでは、ヤングハズバンドは過度にラサへの直行を熱望していた。彼は6月6日に新チュンビに向けて出発し、カーゾン卿の外交部長ルイス・デーンに向け「我々は今やロシア人と戦っており、チベット人が相手ではない。カロ・ラ以降、我々はロシアに対処しているのだ。」と電報を打った。さらに彼は、チベット人がロシアの支援を、それも相当の量を受けているという圧倒的な証拠がある、と主張する手紙や電報を次々と送った。しかし彼の主張には裏付けがなかった。総督として動いていたアンプトヒル卿は、ヤングハズバンドにチベットと交渉を再開し、再度ダライ・ラマとの連絡を試みるよう命じた。不承不承、ヤングハズバンドはチベット陣営に2通の最終通告を贈った。1通はダライ・ラマ宛、もう1通はラサにいる清の駐蔵大臣（アンバン）の有泰宛だった。一方でヤングハズバンドは、実際にはこの「次の交渉の機会を与える」命令に背くつもりであると妹への手紙で明らかにしている。6月10日、ヤングハズバンドは新チュンビに到着した。ここでマクドナルドとヤングハズバンドが両者の考えの違いについて協議していると、6月12日にチベット軍が新チュンビの外まで進軍してきた。
ギャンツェ・ゾンの要塞を突破できればチベットの首都ラサに至る道が開けることになるが、この要塞を小規模な部隊で占領するのは困難だった。しかしここはイギリス軍の補給路を見渡せる重要拠点であったため、マクドナルドの軍はギャンツェ・ゾンを主要目標に定めた。6月26日、グルカ部隊と第40パターン連隊が、ギャンツェ・ゾンに至る道を守備していたナイニの要塞寺院を市街戦の末に奪取した。さらにチャングロの邸宅の守備兵もこれに加わり、村にあったチベット軍の2つの砦が制圧された。6月28日、ギャンツェ・ゾンに至る最後の生涯だったツェチェン寺院と、ギャンツェ・ゾンの背後を守っていた要塞が2個グルカ中隊・第40パターン連隊・2部隊の歩兵部隊によって一掃された。ツェチェン寺院は抵抗に対する報復として略奪を受け、いくつかの古く貴重なタンカが持ち去られ、その夏にクリスティーズで高値で売り飛ばされた。
チベット側は、ほとんど固定された防衛拠点での防衛に固執し、一部で山上からイギリス軍の縦隊に襲い掛かることもあったが、戦略的な効果はあまり無かった。2か月前のチャングロの邸宅への強襲が失敗して以降、チベット側はイギリス軍の拠点に一切襲撃を仕掛けなかった。この消極的な態度の原因は、マキシム機関銃への恐怖心やチベット側の防衛体制への信頼、そして戦闘のたびにふくらむ貧弱な武器や未熟な将軍たちへの不信にあった。
7月3日、イギリス遠征隊とチベット側代表の間で公式な会見が行われた。しかしヤングハズバンドには交渉を行う気はなく、36時間後にギャンツェ・ゾンを攻撃すると伝えた。なぜゾンがチベットの手にある時点で交渉が行われなかったのかは不明である。より慎重なマクドナルド准将に対しては、彼の権限を基礎から崩そうとする動きがあった。ウィリアム・フレデリック・トラヴァース・オコナー大尉は、7月3日にヘレン・ヤングハズバンドに向け「彼（マクドナルド）は、更迭され、他の、より良い好戦的な将軍が代わりになるべきだ」と書き送っている。

### ギャンツェ・ゾン急襲

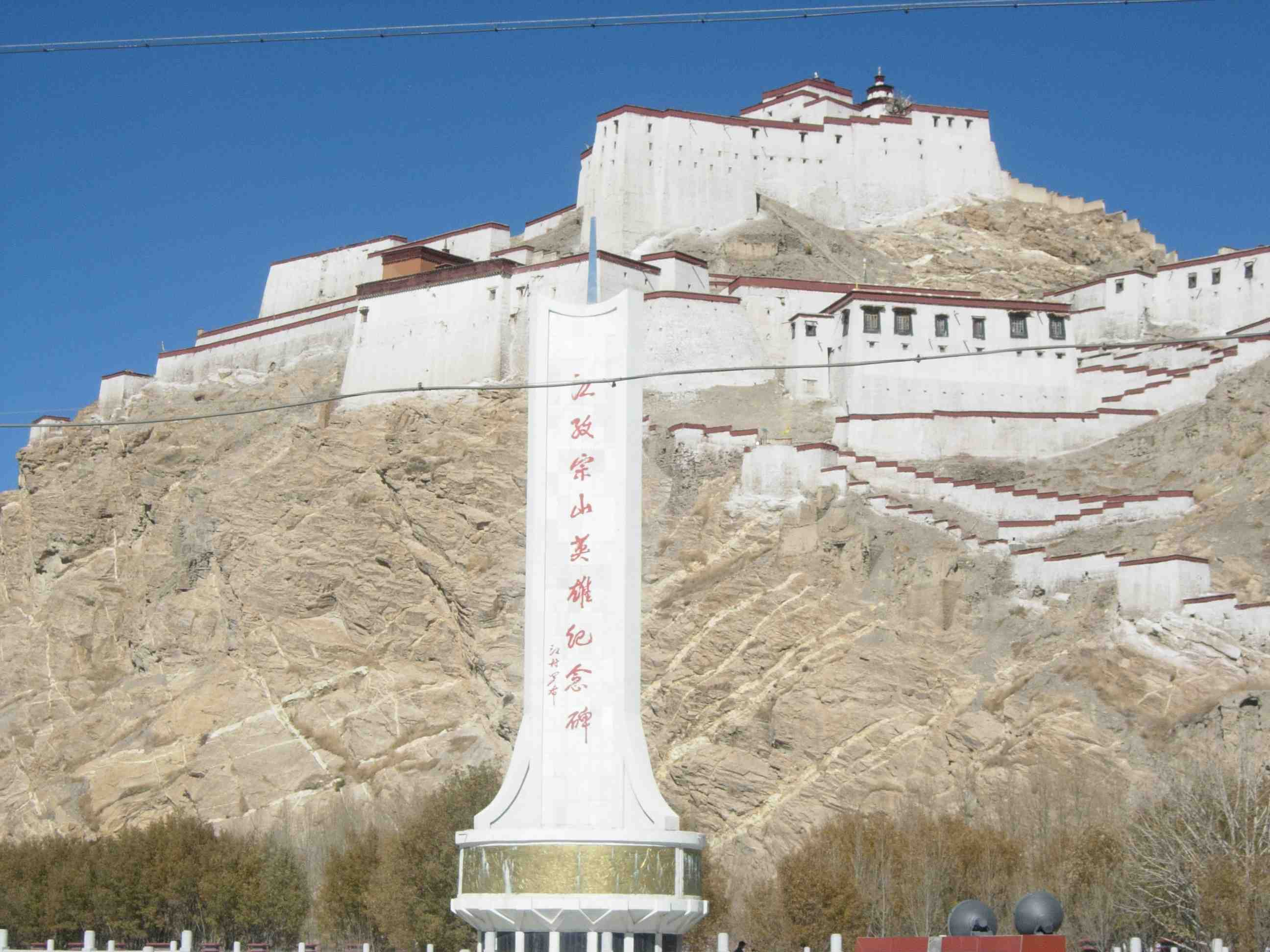
現在のギャンツェ・ゾン

ギャンツェ・ゾンは、当時のチベットの最高の兵士と唯一の大砲を擁し、司令部が背後の谷に隠された、極めて守りの堅い要塞だった。これを攻略するため、マクドナルドはギャンツェ・ゾンの西側に陽動攻撃を仕掛けた。そしてチベット兵がそちらに集まったところで、南側から主攻をかけた。山砲の砲撃で城壁に穴が開き、そこから本軍が城内に突入した。14世紀に建てられたTsechenの寺院群は、チベット兵による再占領と拠点化を防ぐため火をかけられた。
7月6日の最後の攻撃は、計画通りには進まなかった。チベット側の城壁が想定以上に堅固だったためである。マクドナルドの計画は、歩兵の縦隊を南西、南、南東の三方から迫らせるというものだった。しかし作戦が始まった序盤、3隊のうち2隊が闇夜の中で衝突してしまい、危うく同士討ちの惨事が起きるところだった。城壁の突破には11時間を要し、午後4時になってようやく突入できる裂け目ができた。夜が来る前に、攻撃側に残された時間はあとわずかだった。まずグルカ隊とロイヤル・フュージリアーズ連隊が破壊された壁内に突入したが、集中砲火を受け若干の犠牲者を出した。グルカ兵が上方の城壁の下の岩山を直接よじ登ろうとしたが、雨で濡れた岩肌は滑りやすく、しかも背後から援護射撃しているマキシム機関銃の集弾性がひどく、城壁の上のチベット兵に弾が当たるより味方のグルカ兵に流れ弾が当たるほうが多いという有様だった。数回の失敗を経て、ついに2人の兵士が集中砲火の中負傷しながらも狭い通路を突破した。彼らが足掛かりを作ったことで後続の兵も突入に成功し、城壁はイギリス軍の手に落ちた。チベット軍は秩序を保ったまま撤退した。これによりイギリス軍にはラサへ続く道が開けたが、マクドナルドがその道の制圧に反対したため、その後のイギリス軍の後方に継続的な懸念を残すことになった。ただ、これが深刻な問題を引き起こす事態は起こらなかった。
ギャンツェ・ゾンの城壁を突破した2人の兵は共に表彰された。ジョン・ダンカン・グラント中尉はこの遠征隊で唯一のヴィクトリア十字章を、プン軍曹（ハヴィルダール）は一等インド・メリット勲章（第一次世界大戦までヴィクトリア十字章を受け取ることができなかったインド人兵士に与えられた、同等の勲章）を授与された。この作戦に参加した軍医の一人ウィンバリー少佐が書くところによると、彼は1897年のダルガイでゴードン・ハイランダーズを目撃した経験があったものの、「ギャンツェ・ゾンの城壁の割れ目を強襲したグルカ兵の方がはるかに高い成果を上げていた」と回想している。
ギャンツェ・ゾン陥落後、パンコル・チューデ（白居寺）やDongtseなどの寺院でかなりの略奪が行われた。この行為は遠征隊に対する本来の指令や1899年のハーグ陸戦条約で禁止されていたが、実際には道を妨げているものであれば略奪も許されるという風潮があった。ウィリアム・ベイノン少佐が7月7日に妻に送った手紙によれば、略奪行為の一部は公認されていた。ワデル軍医、マクドナルド准将、その主席秘書のイガルデン少佐などは寺院群が「宗教的に最大限尊重された」と主張しているが、うわべだけの言葉だとみられている。

## ラサ入城

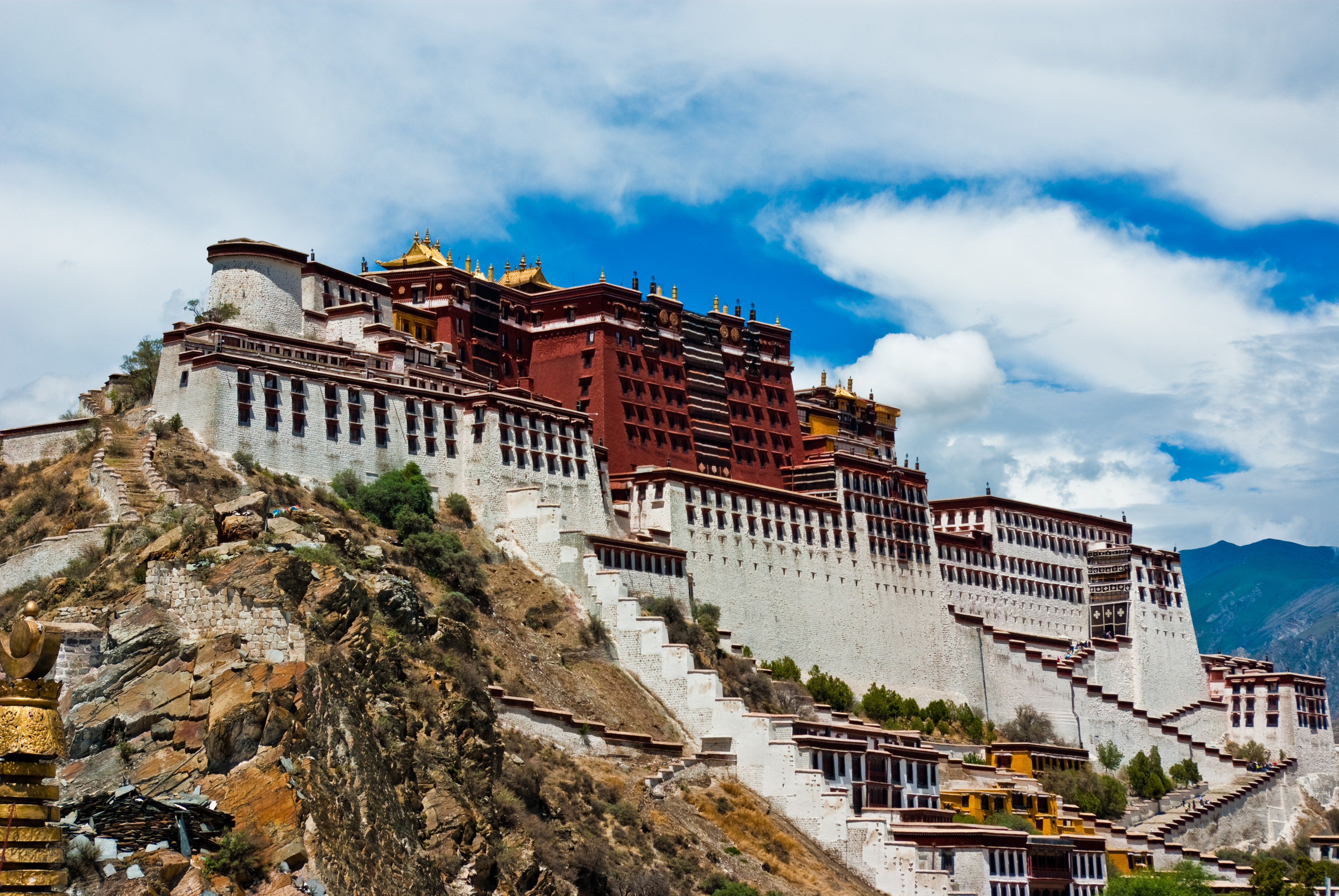
ポタラ宮

7月12日、工兵隊がTsechenの寺院と砦を取り壊した。7月14日、マクドナルドの軍はラサへ向かう道を東進し始めた。

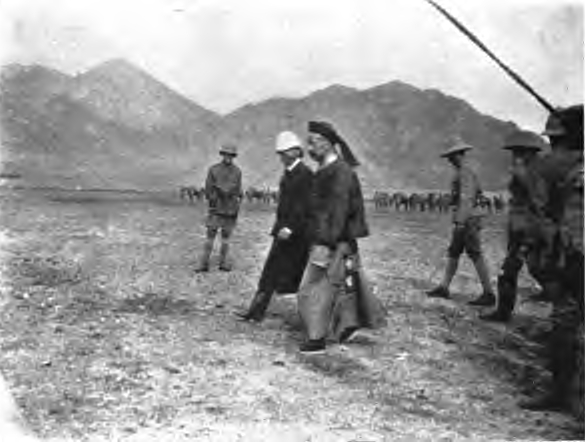
アンバンの有泰とヤングハズバンド大佐。ラサにて。

2か月半前に大規模な戦闘があったカロ・ラの峠では、グルカ兵とチベット兵の間で、頂上を左右に挟み再び小競り合いが起きた。しかしイギリス軍の進軍と、チベット兵の焦土戦術への切り替えにより、この戦闘もなくなっていった。チベット兵は持ち出せる食料や飼料をすべて持ち出して村を空にしたが、後からやってくるイギリス軍は池で魚を釣ったり、多数いたカモメやアカアシシギを捕って食料の足しにすることができた。イギリス軍はヤムドク湖の湖岸を通り、ラサから来た使節以外を除いて無人のナカルツェ要塞に到達した。マクドナルドは要件を早く済ませるようヤングハズバンドを急かしたが、ヤングハズバンドにはラサ以外で交渉するつもりがなかった。7月22日、イギリス軍はペテ・ゾン要塞の城壁の下で野営した。この要塞はすでに荒廃して廃墟となっていた。騎馬歩兵隊はさらに先へ進み、チャクザム橋を制圧した。7月25日、イギリス軍は騎馬歩兵隊の後に続いてヤルンツァンポ川を4日かけ渡った。
1904年8月3日、イギリス軍はラサに到達した。しかしダライ・ラマ13世は外モンゴルのウルガに逃れた後だった。アンバンが自身の近衛兵と共にイギリス軍を案内したが、彼自身は交渉する権限を持っていないとイギリス軍に伝えた。チベット人たちは、不在のダライ・ラマだけが条約に調印する権限を持っているのだといった。しかし8月のうちにチベットの大臣評議会は圧力に屈し、条約の協議が進められていった。ただ、貧しいチベットに対するあまりにも高額な賠償金請求についてだけは、なかなか交渉がまとまらなかった。それでも結局、摂政ガンデン・トリ・リンポチェとTsongdu (チベット国会)はヤングハズバンドの脅迫に屈し、1904年9月7日、彼の起草によるいわゆるラサ条約への調印を余儀なくされた。調印場所は、これもまたヤングハズバンドの強い要求により、ポタラ宮が使われた。彼は妻への手紙で、大喜びしながら彼が「彼らの喉にすべての条約を詰め込む」ことができた、と書き送っている。

### 1904年ラサ条約
1904年にイギリスとチベットの間で結ばれたラサ条約の要点は以下のとおりである。
- イギリス人がヤドン、ギャンツェ、ガルトクで貿易に従事することを認める。
- チベットは750万ルピー（後に三分の二に減額）の賠償金を支払う。完済まではイギリスにチュンビ谷を割譲する。
- シッキムとチベットの国境を承認する。
- チベットが他の外国との外交関係を有することを禁ずる（事実上のイギリスによる保護国化）[40]。

チベット側が最も受け入れに躊躇したのは、その莫大な賠償金額だった。実のところ、インド大臣セントジョン・ブロドリックは「チベットが支払える範囲で」賠償金額を「状況に応じて」定める権限をヤングハズバンドに与えていた。するとヤングハズバンドは当初の590万ルピーという案から750万ルピーに金額を吊り上げ、さらにギャンツェを拠点としているイギリスの貿易代理店が「交渉のために」ラサまで来ることを認めさせようという要求も上乗せした。このときに至ってもヤングハズバンドはチベットをイギリスの影響下に置くというカーゾン卿の地政学的計画を実現することを考えていたとみられ、チュンビ谷を確保する項目もその一環であった。ヤングハズバンドは賠償金を毎年10万ルピーずつ分割払いする方法を提案した。つまり賠償金の完済は75年後となり、それまでイギリスはチュンビ谷を保有し続けられるという算段だった。条約調印後、ヤングハズバンドは直ちに妻に向けて「私はチュンビ谷を75年間勝ち取った。ロシアを永久に追い出したのだ。」と書き送っている。
イギリスが清のチベットに対する宗主権主張を認めるとしていたにもかかわらず、アンバン（清の駐チベット大臣）は後から公式に条約を否認した。総督代理のアンプトヒル卿は賠償金を3分の2に減額し、その他の条件も大きく緩めた。1904年の条約の規定は、1906年のイギリス・清のチベットに関する協定で改定された。 またイギリスは清にも「チベットを併合あるいはその内政に干渉しないこと」を求めた。これに対して清は「他のあらゆる外国がチベットの国土や内政に干渉することを『認めない』」ことを約束した。

## 遠征の終結
イギリスの遠征隊は儀礼的に品を贈られた後、1904年9月に帰路についた。この遠征は、当初求めていた協定の締結に成功したという意味では勝利と言えるが、結局それらは実のあるものではなかった。敗北したチベットは、宗主国でありながら外敵の侵入を防げなかった清への不信を抱きつつ、イギリスに対してはほとんど意味のない条約を結んでなだめることに成功した。戦役中に捕虜となったチベット兵は、多くは治療を受けたうえで、戦後に全員無条件で釈放された。
ロンドンでは、この戦争に対する激しい非難が巻き起こっていた。エドワード朝期には植民地戦争はイギリス本国でも不評となりつつあり、カーゾンが述べたような取るに足らない開戦事由で侵略するというのもよく受け取られていなかった。また「非武装の者たちを虐殺した」ことも議論の的になった。一方でエドワード7世は、ヤングハズバンドやマクドナルド、グラントらが優れた功績を挙げたと認めた。イギリス軍は遠く標高の高い地で、凍るような気候と勇敢な敵を相手にしながら、すべての目的を6か月で成し遂げた。その間の戦闘による死者は202人、その他の原因による死者は411人だった。対するチベット側は、2000人から3000人が死ぬか重傷を負ったと推定されている。
遠征中はカーゾンの後ろ盾のもとで活躍し、戦後カシミールに赴任したヤングハズバンドであったが、彼の意見は顧みられず、カシミールの政治に関与することもできなかった。もはやカーゾンの保護は失われており、彼がこれ以上インドで出世する望みは持てなかった。ヤングハズバンドが求めていた北西辺境州長官の職は、1908年にジョージ・ロース＝ケッペルに与えられた。彼は辺境地域の住民と交流を重ねて信頼を得ていた人物であった。住民を「法を持たない劣等種」と呼び蔑んでいたヤングハズバンドとは対照的な人物だった。

## 両陣営の構成
チベット兵のほとんどは急いで徴募された農民であり、規律も練度も士気もかけていた。一部には忠実な僧侶で構成された部隊があり、彼らは剣やジンガル（壁銃）でよく戦ったが、戦況を逆転させるには至らなかった。この状況をさらに悪化させたのが、チベットの将軍たちの臆病な用兵だった。彼らはイギリス軍を必要以上に恐れていたとみられ、敵が小規模でたいてい隊列も乱れていたような状況だったにもかかわらず、積極的に攻撃を仕掛けなかった。またチベット兵は地の利を生かそうとせず、比較的開けた場所での会戦を選ぶ傾向にあった。そこではイギリス軍のマキシム機関銃や一斉射撃戦術が猛威を振るい、チベット側が多数の犠牲者をだすことになった。
これに対し、イギリス領インド兵やその指揮官は、北西辺境の山中で経験を積んだ熟練兵ぞろいだった。3000人の兵員を構成していたのは、第8グルカ・ライフル連隊、第40パターン連隊、第32シーク・パイオニア連隊、第19パンジャーブ連隊、ロイヤル・フュージリアーズおよび山砲、技術者、4連隊から抽出されたマキシム機関銃部隊で構成され、加えてネパールやシッキムで雇われた数千人のポーターが同行していた。経験ある将校、手入れの行き届いた近代兵器、そして兵たちの高い士気が組み合わさった結果、イギリス軍はあらゆる場面で勝利を収めることができた。

## その後
チベットはイギリスとの協定を守ろうとしなかった、というよりも、そのほとんどを守ることができなかった。チベットには外国へ輸出して利を得られるような商品を十分に持っておらず、また周辺諸国との国境も画定済みで領土拡大も望めなかった。それにもかかわらず、1904年のラサ条約の内容は1906年のイギリス・清の間でのチベットに関する協定で再確認された。このときイギリス側は「チベットの領土を併合したり内政に干渉したりしないこと」を取り決めたが、清側は「あらゆる外国がチベットの領土や内政に介入することを認めない」と解釈して、これを受け入れた。

イギリスの侵攻は、1905年にバタン寺院で始まったチベット反乱の原因の一つとなった。排外主義のラマらがフランス人宣教師や清の満州人・漢人官吏、キリスト教に改宗した者を虐殺して回ったが、最終的に清に鎮圧された。

No. 10。ウィルキンソン領事よりE・サトウ卿へ、昆明より1905年4月28日付。カトリックのProvicaireであるPere Maireが、私を呼んでタリの現地人宣教員から受け取った電報を見せた。そのラテン語で書かれた電報は4月24日にタリから発信されたもので、200人を改宗させたと言われるミュッセ師とスーリエ師をBatangのラマたちが殺害したという趣旨であった。アテンツェの礼拝堂は焼き払われ、ラマたちがTachien-luへ向かう道を占拠している。Pere Bourdonnec (フランスの他のチベット宣教員) は、Pere Maireに対応を求めてきた。それゆえPere Maireは私のフランス人の同僚M・ルデュックに手紙を送ったので、（ルデュックは）必ずや総督に連絡を取るだろう。宣教師たちが襲われたのは先のダライ・ラマの命令だろう、彼の不面目の雪辱を晴らせる最も近いところにいるヨーロッパ人なのだから、というのがProvicareの見解である。彼は親切にも、何か続報があれば私に伝えてくれるということだ。私はあなたに、虐殺の報を打電しているところだ。
I have, &c.,
(Signed) W. H. WILKINSON.
East India (Tibet): Papers Relating to Tibet [and Further Papers ...], Issues 2–4, Great Britain. Foreign Office, p. 12.

同時代の文献によれば、イギリス軍はチュンビ谷を実際に占領し続け、1908年2月8日に清が全賠償金を支払い終えた後にここを解放した。
1910年前半、清はチベットの直接統治を目指して遠征隊を派遣した（清のチベット遠征 (1910年)）。しかし1911年10月に辛亥革命が勃発し、清は打倒された。1913年にも中国はチベットへ遠征隊を贈ったが、第一次世界大戦とロシア革命のために外国の影響から解き放たれていたチベットは、この時すでに独立を確保していた。しかし幼いダライ・ラマ14世の摂政は影響力を発揮できず、次第に中国がチベットへの支配を回復していった。1950年から1951年にかけて、中華人民共和国がチベットに侵攻し、完全に支配下に置いた。
イギリスの駐ギャンツェ貿易特使の役職は、1904年から1944年まで続いた。1937年までは、イギリスのラサ使節長という名目で、ラサにイギリス軍将校が常駐していた。
1904年の時点で、イギリスは政治的・外交的情勢を読み誤り、ロシアがインドを脅かす危険性を過剰に恐れていた。そこから行われたチベット遠征は、後から見れば最初から不必要なものであったといえる。チベットに駐留するロシア兵は、ロシア政府のライフル隊30人に過ぎず、ロシアの影響力もロシア皇帝の野心も薄れていた。さらに1904年2月に日露戦争が勃発したことで、ロシアは中央アジアにおける勢力均衡への関心をさらに失っていった。一方で、イギリスのチベット遠征は、「チベットが純潔を失ったという意味で、チベットに深い、それも悪い影響を与えた」。

## 歴史解釈
中国の歴史家たちは、チベット人がチベット政府ではなく清政府に対して忠誠を誓っていたという前提の上で、彼らがイギリス人に英雄的に立ち向かったと考えている。またイギリス軍が略奪と放火を繰り広げたことを強調し、彼らの貿易関係を樹立しようという試みの真の目的はチベットの併合であり、究極的には中国全土の併合の足掛かりにしようとしていたのだ、と主張されている。またチベット人はイギリス軍を粉砕し、ヤングハズバンドはわずかな随員を引き連れて逃げ帰ったのだ、としている。中国政府はギャンツェ・ゾンを、イギリスへの抵抗を記念する博物館に改修し、上記のような歴史観や、「祖国」を「熱烈に愛する」チベット人農奴の、過酷な生活を耐え忍ぶ姿などが展示されている。また中国では、イギリスのチベット遠征は、西洋や日本の列強が中国を侵略し、それに中国人が抵抗した「百年国恥」の中の一大事件とみなしている。一方でチベット人の中には、イギリス遠征隊に対する抵抗はチベット人の自衛行為であり、清朝からの独立を目指した運動の一端であったとみなしている者も多い。
一方でチベット人の間では、この戦争は凋落し分裂しつつある清からチベットが独立する過程の中で経験した自己防衛戦争であるという見方が強く、中国に対してはむしろ後の1905年に行われた苛烈なチベット人弾圧による反感と侮蔑の念がある。
イギリスの歴史家チャールズ・アレンはこうした議論の中で、ヤングハズバンドが「チベットとその民に対してかなりの物的損害」を与えたことを遺憾であるとしたうえで、このことは「1951年の中国人民解放軍によるチベット侵攻と、1966年から1967年のジェノサイド的な文化大革命」と比べれば、取るに足らないものだったと主張している。